# György Szántó
György Szántó (7. června 1893, Nové Mesto nad Váhom, maďarsky Vágújhely – 11. září 1961, Budapešť), byl maďarský spisovatel, autor mnoha historických románů.
Szántó původně vystudoval architekturu. Zranění z první světové války mu způsobila částečnou slepotu. Nejprve pracoval jako scénograf rumunské opery v Kluži, poté se přestěhoval do Vídně, kde spolupracoval s maďarským pokrokovým časopisem Tüz a od roku 1924 žil v Aradu. Od roku 1947 až do své smrti žil v Budapesti a postupně úplně oslepl.

## Dílo
- Bábel tornya (1926, Babylónská věž),
- Mata Hari (1927),
- A földgömb (1929, Glóbus), historický román o osudech anglického básníka a dramatika Christophera Marlowa.
- Stradivari (1933), román o historii jedněch stradivárek, přinášejících svým majitelům neštěstí.
- Fekete-éveim (1935, Mé černé roky)
- Aranyágacska (1935, Zlatá ratolest), historická románová freska z uherských dějin 13. a začátku 14. století, kdy na trůnu vládnou poslední Arpádovci a kdy smrtí Ondřeje III. panovnický rod vymírá.
- Messiások (1947, Mesiáš),
- Metropolis (1949),
- A boszorkány (1950, Čarodějka),
- Esze Tamás (1951),
- Csőd (1955, Úpadek),
- Mozart kutyája (1956, Mozartův pes).

## Česká vydání
- Globus, Lidová demokracie, Praha 1966, přeložil Arno Kraus (starší),
- Zlatá ratolest, Vyšehrad, Praha 1981, přeložila Ema Rozgonyiová,
- Stradivari, Svoboda, Praha 1982, přeložil Milan Navrátil.